# إيميل كريستيان
إيميل كريستيان (بالإنجليزية: Emile Christian)‏ هو عازف جاز وملحن أمريكي، ولد في 20 أبريل 1895 في نيو أورلينز في الولايات المتحدة، وتوفي بنفس المكان في 3 ديسمبر 1973.

## وصلات خارجية
- إيميل كريستيان على موقع ميوزك برينز (الإنجليزية)
- إيميل كريستيان على موقع أول ميوزيك (الإنجليزية)
- إيميل كريستيان على موقع ديسكوغز (الإنجليزية)